# Forteresse Bash Tapia
La forteresse Bash Tapia, en arabe باشطابيا; aussi connue sous le nom de forteresse Bashtabiya ou encore forteresse Pashtabia, était une forteresse du XIIe siècle édifiée sur la rive droite du Tigre et faisant partie de l'enceinte historique de la ville de Mossoul en Irak. Elle aurait été détruite en avril 2015 par l'État islamique.

## Histoire
La forteresse Bash Tapia Castle fut construite au XIIe siècle avec six autres forteresses constituant ensemble l'enceinte de la ville de Mossoul. Bash Tapia fut endommagée par Tamerlan en 1393 mais fut reconstruite plus tard par l'Empire Ottoman.
Bash Tapia joua un rôle important lors du siège de Mossoul durant la guerre Perso-Ottomane de 1743-46. Le siège débuta quand le Shah de Perse, Nadir Shah, attaque la cité. Le Pasha de Mossoul, Hajji Hossein Al Jalili, défendit avec succès sa ville et le siège fut levé le 23 octobre de la même année.
Les ruines de la forteresse représentaient jusqu'en 2015 un site archéologique, l'un des derniers vestiges des remparts de la ville,. Reconnue comme un symbole de Mossoul, la forteresse était un site touristique apprécié par les touristes irakiens et étrangers pour le panorama qu'elle offrait. Le site fut toutefois négligé dans son entretien depuis l'invasion de l'Irak en 2003.

## Destruction
La ville de Mossoul fut prise par l'État islamique le 10 juin 2014. Lors de ces combats, la forteresse fut endommagée. Le 10 juillet, un missile frappa l'enceinte de la forteresse et l'endommagea, tandis qu'un drone tira deux obus dessus le 23 juillet.
D'après les rapports du ministère irakien du Tourisme, la forteresse aurait été démolie par l'État islamique en avril 2015,, durant la vague de destruction des sites culturels historiques des zones nouvellement contrôlées par le groupe armé.